# Mutinerie de Corkbush Field
La mutinerie de Corkbush Field (ou mutinerie du Corkbush Field rendezvous) est une mutinerie de la New Model Army qui a eu lieu le 15 novembre 1647, à Corkbush Field, près de Ware, vers le début de la Deuxième guerre civile anglaise. Les soldats avaient reçu l'ordre de signer une déclaration de loyauté envers Thomas Fairfax, le commandant-en-chef de l'armée, ainsi qu'envers le Army Council. Ils ont refusé de faire cela et l'un des chefs mutins, Richard Arnold, est exécuté.

## Contexte
À la suite des Débats de Putney, Oliver Cromwell impose The Heads of the Proposals au lieu du Agreement of the People des niveleurs.